# Lee Marmon
 (avril 2019).
Si vous disposez d'ouvrages ou d'articles de référence ou si vous connaissez des sites web de qualité traitant du thème abordé ici, merci de compléter l'article en donnant les références utiles à sa vérifiabilité et en les liant à la section « Notes et références ».
Pour les articles homonymes, voir Marmon.
Lee H. Marmon (né le 20 septembre 1925 à Laguna, New Mexico (en) et mort le 31 mars 2021) est un photographe amérindien métis pueblo. Il a réalisé des photographies noir et blanc des aînés tribaux des Pueblos. Il est le père de Leslie Marmon Silko,

## Biographie
Il commence à prendre des photographies dès l’âge de 11 ans. En 1947, de retour au Nouveau-Mexique après la Seconde Guerre mondiale, son père, Henry Marmon, lui donne un appareil photographique Speed Graphic pour qu’il photographie les anciens.

## Œuvres
Sa photographie la plus célèbre est White Man’s Moccasins. Exposée à Albuquerque, elle montre Jeff Sousea, un Pueblo chaussé de chaussures de sport et portant le couvre-chef traditionnel ainsi qu’un collier de perles.
Le livre The Pueblo Imagination (2004), écrit par les poètes Joy Harjo, Simon Ortiz, et par sa fille Leslie Marmon Silko, regroupe ses œuvres les plus marquantes.